# Cyrtoneurina wulpi
Cyrtoneurina wulpi är en tvåvingeart som beskrevs av John Otterbein Snyder 1954. Cyrtoneurina wulpi ingår i släktet Cyrtoneurina och familjen husflugor. Inga underarter finns listade i Catalogue of Life.